# 펠릭스 디아스 (권투 선수)
펠릭스 마누엘 디아스 구스만(스페인어: Félix Manuel Díaz Guzman, 1983년 12월 10일~)은 도미니카 공화국의 권투 선수이다. 2008년 하계 올림픽 남자 복싱 라이트웰터급에서 금메달을 획득했으며, 올림픽 금메달 획득 후에는 프로 선수로 활동했다.